# Hipopeda
Hipopeda (znana tudi kot Boothova lemniskata ali Proklova hipopeda) je ravninska krivulja, ki je določena z enačbo
{\displaystyle (x^{2}+y^{2})^{2}=cx^{2}+dy^{2}},
kjer je 
- {\displaystyle c\,} parameter večji od 0
- {\displaystyle d\,} parameter večji od 0

Hipopeda je bicirkularna racionalna algebrska krivulja četrte stopnje. Za {\displaystyle d>0\,} ima ovalno obliko. Zaradi tega je znana tudi kot Boothov oval ali Boothova lemniskata. Kadar pa je {\displaystyle d<0\,}, krivulja spominja na osmico oziroma na lemniskato. Zaradi tega je znana tudi kot Boothova lemniskata (po Jamesu Boothu (1810 – 1878)). Hipopedo sta proučevala tudi Prokl (411 – 485) in Evdoks (410 pr. n. št – 374 pr. n. št.). Če pa je {\displaystyle d=-c\,}, dobimo Bernoullijevo lemniskato. 
Hipopedo lahko definiramo tudi kot krivuljo, ki nastane kot presek torusa in ravnine, ki je vzporedna z osjo torusa in je tudi tangentna ravnina  na notranjo krožnico torusa. Takšna vrsta preseka se imenuje tudi torični presek.
Če pa krožnico s polmerom {\displaystyle a\,} zavrtimo na razdalji {\displaystyle b\,} od njegovega središča, dobimo hipopedo, ki jo lahko opišemo v polarnih koordinatah
{\displaystyle r^{2}=4b(a-b\sin ^{2}\theta )\,}
V kartezičnem koordinatnem sistemu pa je enačba enaka 
{\displaystyle (x^{2}+y^{2})^{2}+4b(b-a)(x^{2}+y^{2})=4b^{2}x^{2}}.